# Церковь Святой Урсулы (Кёльн)
Церковь Святой Урсулы (нем. St. Ursula) — католическая церковь в городе Кёльн в северной части старого города (Альтштадт-Норд (Кёльн)) (федеральная земля Северный Рейн-Вестфалия). Церковь расположена на площади Ursulaplatz.

Церковь Святой Урсулы — это романская трёхнефная базилика без трансепта с одной западной колокольной башней.

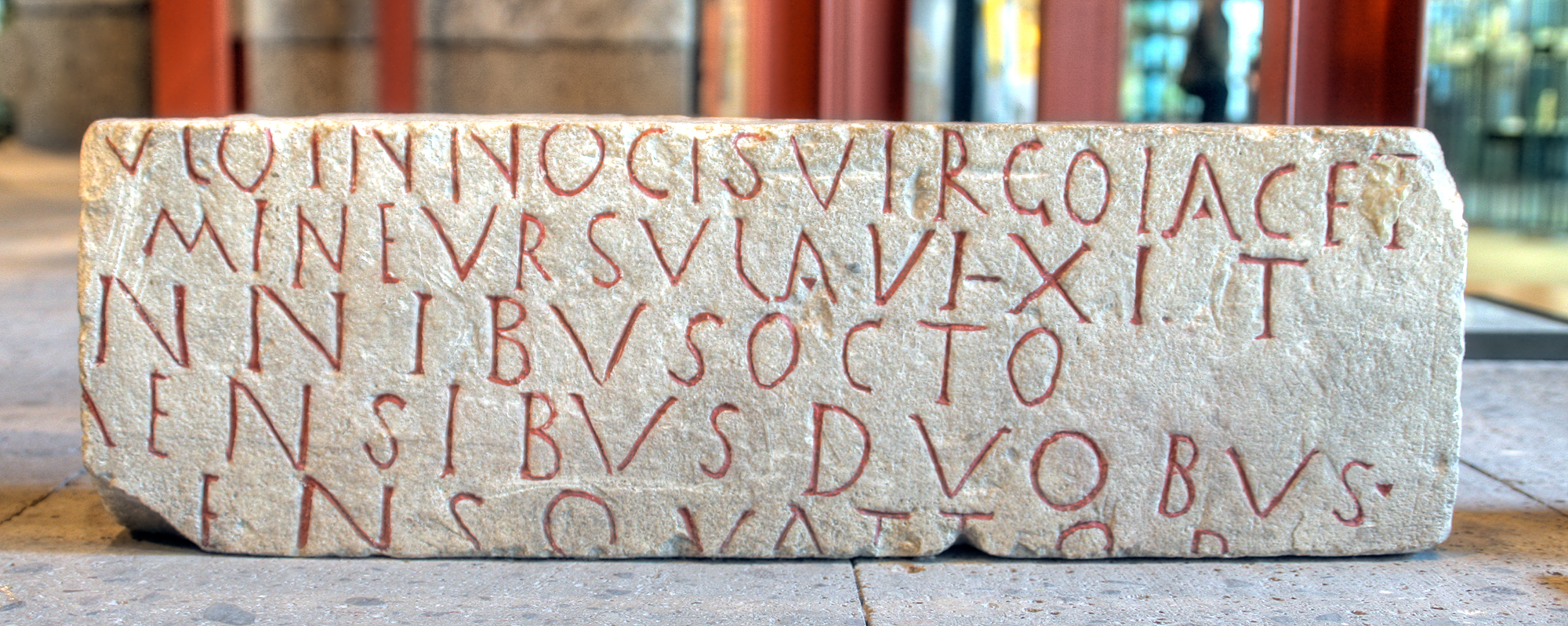
Христианский надгробный камень с могилы девочки Урсулы, обнаруженный при археологических раскопках возле церкви

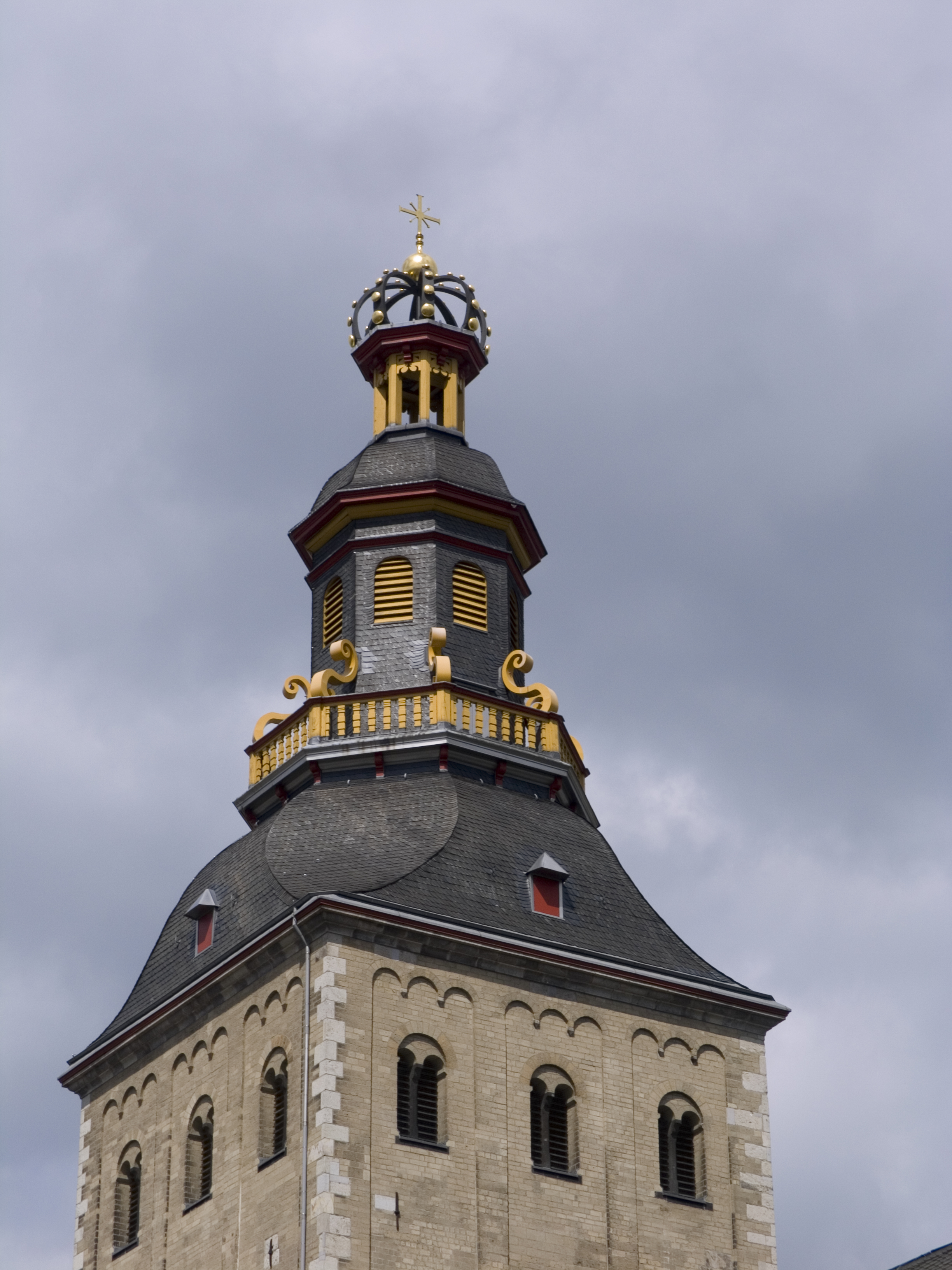
Купол западной башни

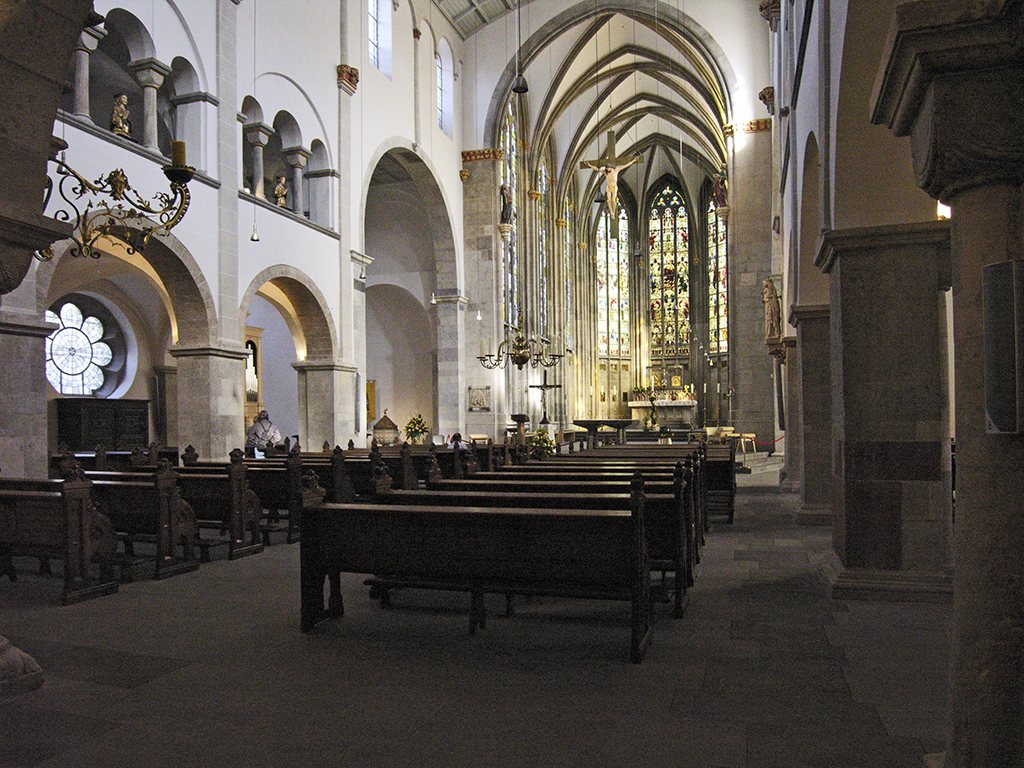
Центральный неф церкви

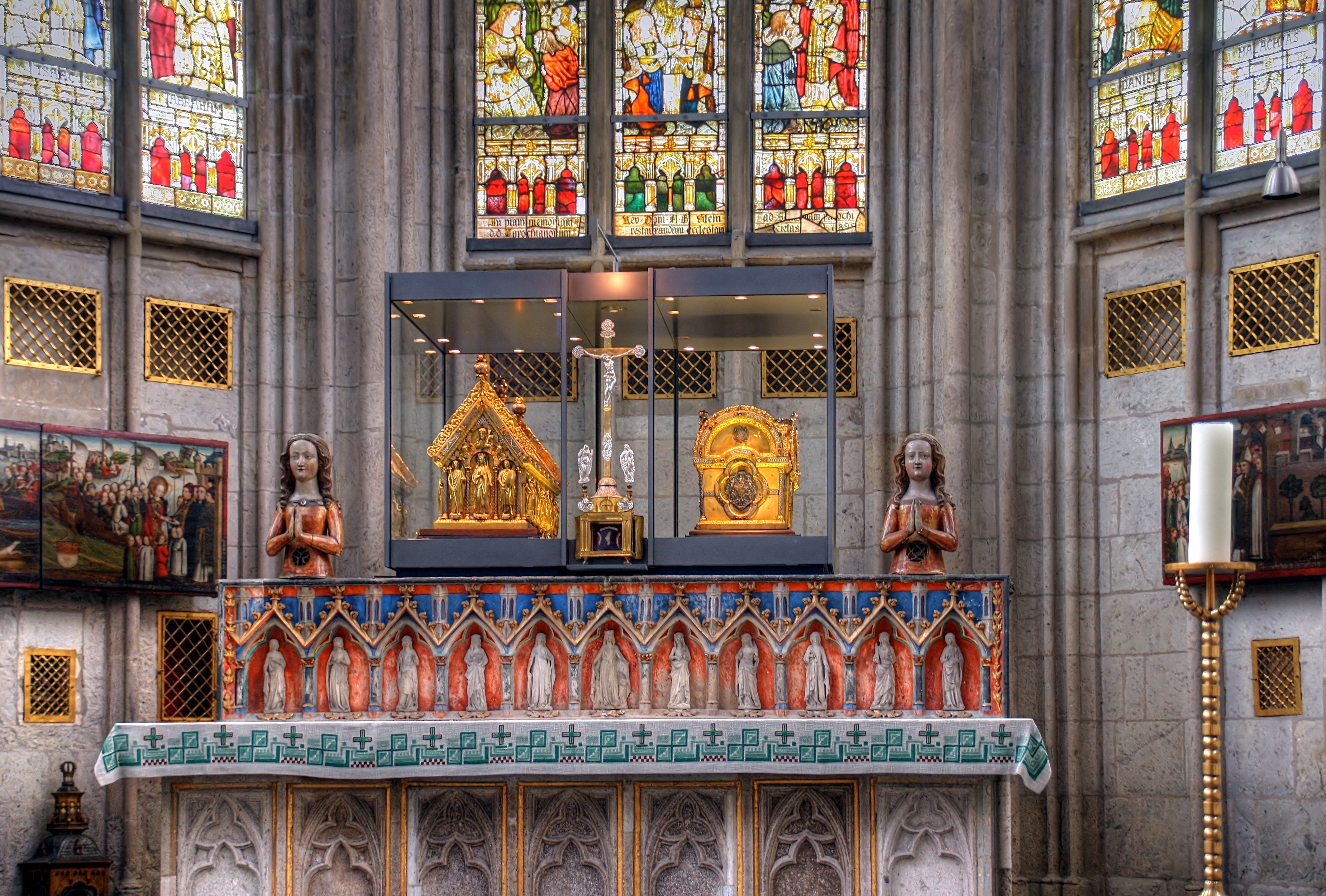
Реликварии в хоре

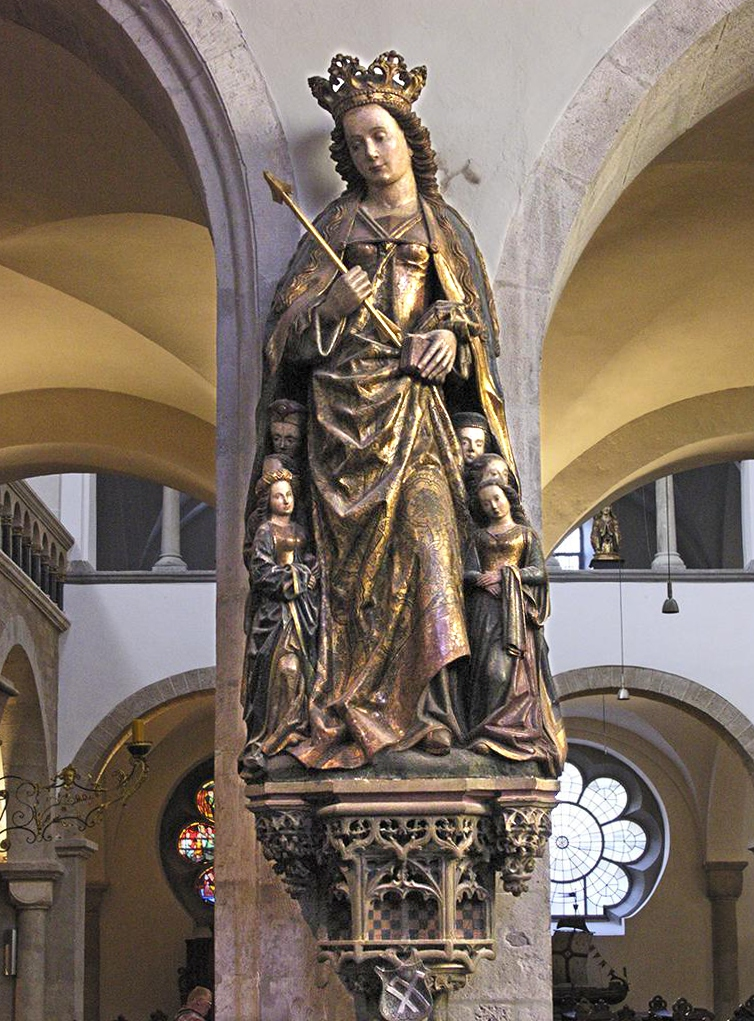
Святая Урсула

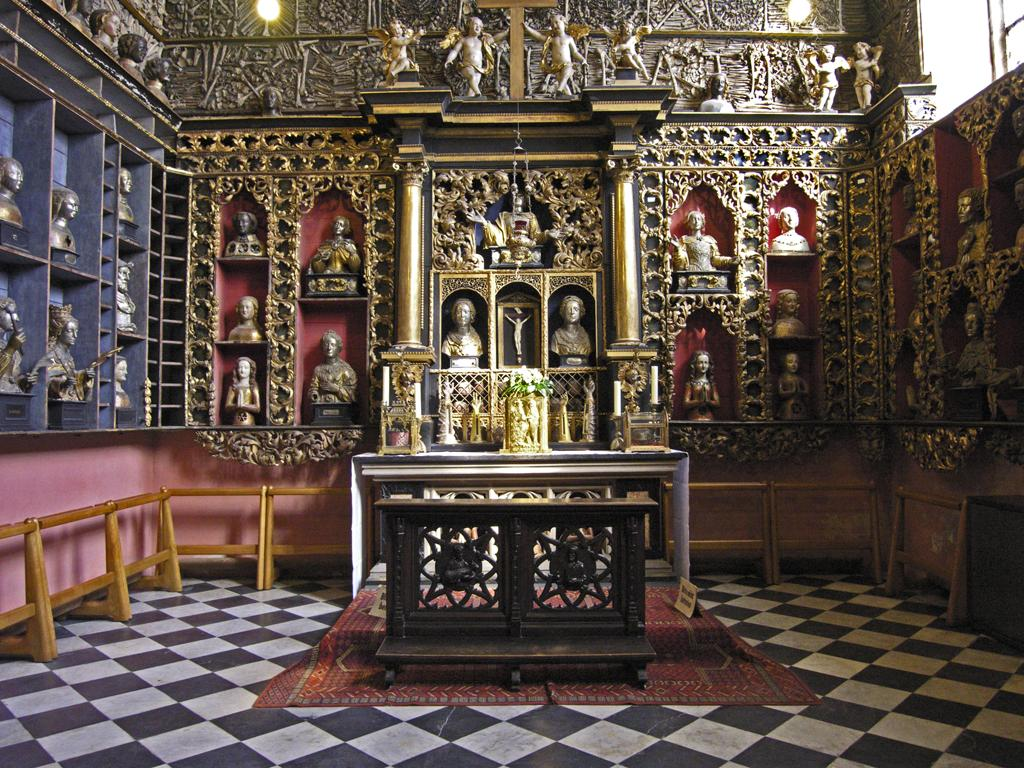
Золотая палата

## История
Археологические раскопки на территории церкви Святой Урсулы позволяют утверждать, что на этом месте уже в IV веке существовал римский зальный храм с восточной апсидой. Согласно агиографической легенде на этом месте в 383 году (по другим данным в 304 году) от рук гуннов приняла мученическую смерть Святая Урсула. Поэтому, уже начиная с VI века, здесь происходили постоянные раскопки, целью которых было обретение реликвий, связанных со Святой Урсулой, что усложняет археологические изыскания.

Точное время основания женского монастыря Святой Урсулы неизвестно. Так, например, в реестре владений Кёльнского архиепископства, составленном в 866 году при архиепископе Гуго Аббате, монастырь Святой Урсулы ещё не упоминается, но в реестре архиепископа Германа I (Герман I (архиепископ Кёльна)) в 911 году монастырь уже есть.

Именно при Германе I произошло перестроение алтарной части церкви и был создан Т-образный монумент с 11-ю раками с реликвиями, относящимися к 11 мученицам, среди которых была и Святая Урсула, принявшим смерть в Кёльне. На самом деле число 11 весьма условно: одни легенды говорят об 11 спутницах Урсулы, другие — об 11 000, третьи — об 11 кораблях на которых Урсула и её спутницы прибыли в Кёльн. Так или иначе, но число 11 фигурирует в гербе Кёльна в виде 11 перевёрнутых запятых, символизирующих дев-мучениц.

Вплоть до 1164 года, когда архиепископ Райнальд фон Дассель привёз в Кёльн мощи Трёх царей, реликвии Святой Урсулы считались главной святыней города.

В 1106 году во время расширения городских стен вблизи церкви было обнаружено массовое захоронение, что было воспринято как подтверждение легенды о Святой Урсуле и её спутницах. Эти находки привели к существенному увеличению объёмов торговли реликвиями, что неизбежно привело к росту благосостояния монастыря, что в свою очередь сделало возможным начало строительства новой церкви. Точная дата начала строительства неизвестна, известно только, что в 1135 году был освящён алтарь новой церкви, посвященный Святой Кордуле — одной из спутниц Урсулы. Новая церковь представляла собой трёхнефную базилику с эмпорами, перед хором находился реликварий. В 1230 была сооружена большая западная башня, а успешная кампания по сбору средств в Падернборской епархии позволила в 1247—1267 годах построить новый готический хор. Ещё до 1300 года с южной стороны к церкви был пристроен придел Девы Марии. В конце XV века в церкви был возведён готический шпиль. В 1464 году в церкви был установлен алтарь девы Марии работы неизвестного мастера жития Марии — яркого представителя Кёльнской школы живописи. С 1827 года 7 частей этого алтаря находятся в Старой пинакотеке в Мюнхене, и одна («Сретение») в Лондонской Национальной галерее.

В XVII веке церковь была перестроена в барочном стиле. В 1643 году в церкви была сооружена т. н. «Золотая палата» для хранения реликвий и с южной стороны был пристроен придел Иоанна Крестителя.

В 1801 году в ходе медиатизации, проходившей под руководством наполеоновского министра Талейрана было упразднено Кёльнское архиепископство, а в 1802 году все монастыри Рейнской области были секуляризированы. Такая же участь постигла и монастырь сестёр-урсулинок, а церковь Святой Урсулы стала обычной приходской церковью.

Ко второй половине XIX века церковь находилась в плачевном состоянии, поэтому было принято решение о её реставрации, при этом зданию был возвращён прежний романский облик.

25 июня 1920 года папа Бенедикт XV одновременно с церковью Святого Геро присвоил церкви Святой Урсулы звание Малой папской базилики (лат. Basilica minor).

В ходе второй мировой войны при бомбардировках Кёльна британской авиацией в 1942 году была разрушена церковная крыша, а до конца войны вся церковь Святой Урсулы была превращена в руины. Восстановление церкви было начато в 1949 году под руководством архитектора Карла Банда (Karl Band). Эти работы продолжались до 1972 года, а «Золотая палата» была восстановлена два года спустя.

В 1999—2004 годах была проведена масштабная реставрация. При этом рядом с приделом Девы Марии был сооружен музей мучеников современности, который в 2008 году был отмечен архитектурной премией Artheon.